# Чжоу Юй
Чжоу Юй (175—210) відомий воєначальник Періоду Саньго. Один з найбільш здібних полководців Сунь Це і його наступника Сунь Цюаня. Керував військами царства У в битві при Чібі. У військовому майстерності та кмітливості змагався з Чжуге Ляном. Чжоу Юй був одружений з Сяо Цяо, яка, згідно з «Романом трьох держав», разом зі своєю сестрою Да-цяо була однією з найбільших красунь тієї епохи. Після битви при Чібі відносини між державами У і Шу псуються. Чжоу Юй розпочинає серію інтриг проти Лю Бея і, після їх невдачі, виступає проти держави Шу у військовий похід, де й умирає.

## Відсилання в сучасній культурі
- Чжоу Юй присутній в серії комп'ютерних ігор компанії Koei Dynasty Warriors, комп'ютерній грі Warriors Orochi.
- Чжоу Юй послужив прототипом персонажа аніме «Шкільні війни» Сюю Кокіна.